# 李東雲
李 東雲（リ・ドンウン）は、朝鮮民主主義人民共和国の元サッカー選手。1966年FIFAワールドカップの朝鮮民主主義人民共和国代表メンバー。

## 来歴・人物
1966年にイングランドで開催されたFIFAワールドカップの代表に選ばれ、決勝トーナメントの1回戦のポルトガル戦に出場し、2点目をあげた。